# A62 (Groot-Brittannië)
De A62 is een 62 km lange hoofdverkeersweg in Engeland.
De weg verbindt Leeds via Huddersfield en Oldham met Manchester.

## Hoofdbestemmingen
- Huddersfield
- Oldham
- Manchester